# 현대 무파사
현대 무파사(영어: Hyundai Mufasa)는 베이징 현대자동차에서 2023년부터 생산 중인 SUV이다.

## 개요

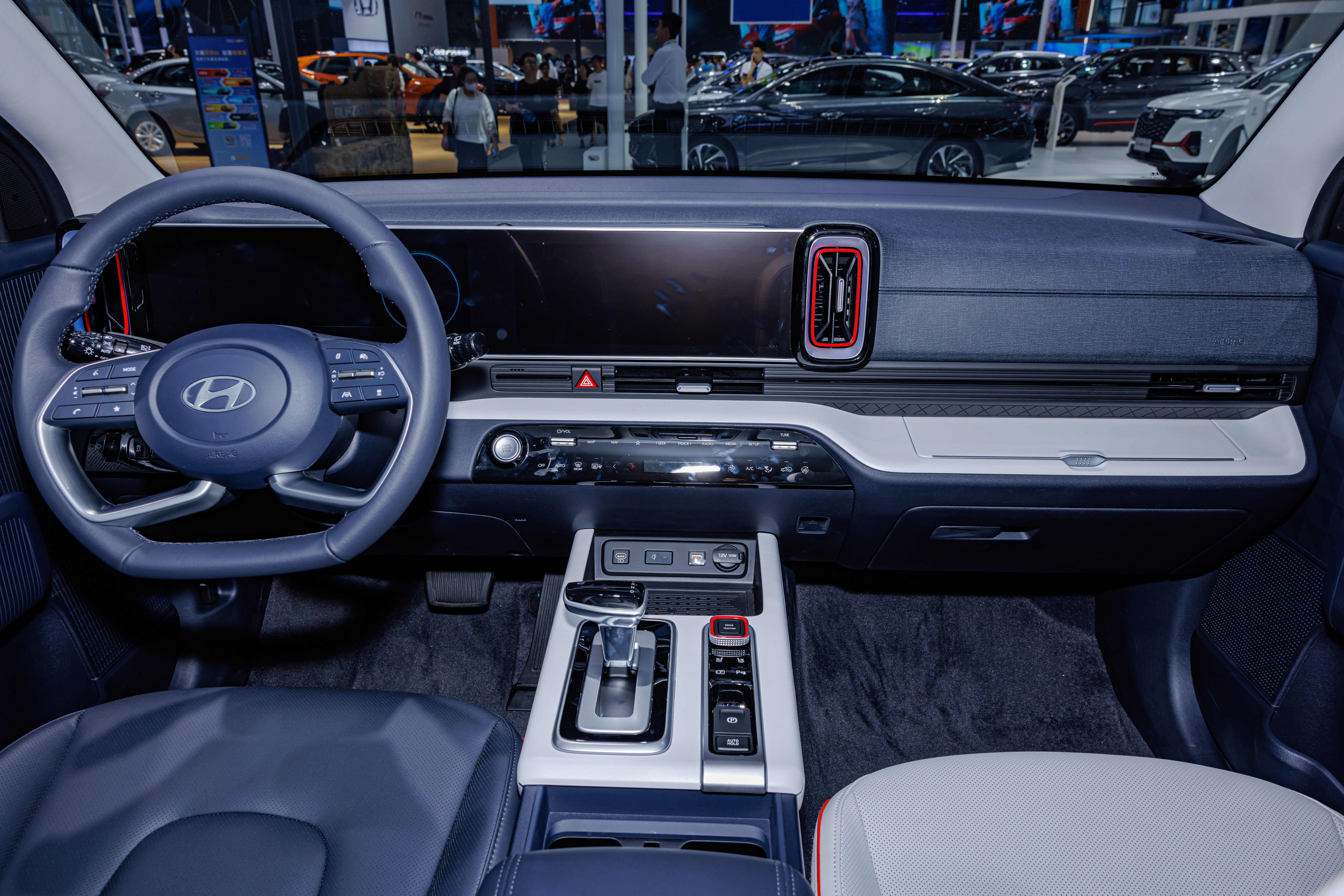
현대 무파사 인테리어

2023년 6월 첫 선을 보인 무파사는 현대차의 중국 시장 전략 준중형 SUV 모델으로, 현대차의 3세대 I-GMP 플랫폼을 기반으로 개발되었다.